# Sven Johansson (Sportschütze)
Sven Våge Kenneth Johansson (* 1. Januar 1945 in Värnamo) ist ein ehemaliger schwedischer Sportschütze.

## Erfolge
Sven Johansson nahm an vier Olympischen Spielen teil. Bei den Olympischen Spielen 1968 in Mexiko-Stadt belegte er mit dem Freien Gewehr im Dreistellungskampf den 13. Platz, während er mit de Kleinkalibergewehr im liegenden Anschlag Rang 17 und im Dreistellungskampf Rang 18 erreichte. 1972 kam er in München mit dem Freien Gewehr nicht über den 23. Platz, sowie mit dem Kleinkaliber im liegenden Anschlag nicht über den 39. und im Dreistellungskampf nicht über den 26. Platz hinaus. Vier Jahre darauf in Montreal trat er lediglich in den beiden Wettbewerben mit dem Kleinkalibergewehr an. Im liegenden Anschlag erreichte er den 31. Platz, im Dreistellungskampf platzierte er sich als Fünfter dagegen erstmals unter den ersten Zehn. Die Spiele 1980 in Moskau schloss er im liegenden Anschlag auf dem 18. Platz ab. Den Dreistellungskampf beendete er mit 1165 Punkten auf dem dritten Platz und gewann so hinter Wiktor Wlassow und Bernd Hartstein die Bronzemedaille.
1970 sicherte er sich in Phoenix bei den Weltmeisterschaften die Bronzemedaille im Einzel des knienden Anschlags mit dem Kleinkalibergewehr. 1978 gewann er in Seoul zwei weitere Bronzemedaillen, als er jeweils im Mannschaftswettbewerb mit dem Kleinkalibergewehr im Dreistellungskampf und im stehenden Anschlag Dritter wurde. Bei Europameisterschaften gelang ihm 1971 in Suhl der Titelgewinn im Einzel des liegenden Anschlags mit dem Kleinkaliber.